# Christopher Barnewall
Sir Christopher Barnewall (1522-1575) fue un destacado estadista anglo-irlandés de Pale en las décadas de 1560 y 1570. Fue el líder efectivo de la oposición en la Cámara de los Comunes de Irlanda en el Parlamento de 1568-1571. Es recordado por construir Turvey House, donde acogió al futuro mártir católico Edmundo Campion, por su impresionante tumba en la iglesia de Lusk y por el elogio a él en las Crónicas de Holinshed, que fue escrito por su yerno Richard Stanyhurst.

## Antecedentes
Era hijo de Patrick Barnewall, procurador general de Irlanda (fallecido en 1552), y de Anne Luttrell, hija de Richard Luttrell del castillo de Luttrellstown con su esposa Margaret FitzLyons. A través de los padres de su padre, Roger Barnewall y su esposa Alison, (también nacida Barnewall), estaba estrechamente relacionado con la rama principal de la familia Barnewall, que ostentaba el título de Barón Trimleston. Su padre, un protegido de Thomas Cromwell, fue una figura clave en la administración irlandesa entre 1535 y 1542. Patrick inicialmente se opuso a la Disolución de los Monasterios, pero rápidamente cambió de opinión y se benefició generosamente de la Disolución, adquiriendo Grace Dieu Abbey en Dublín y Knocktopher en Kilkenny. Christopher mismo construyó Turvey House cerca de las ruinas de Grace Dieu, supuestamente utilizando las piedras de la Abadía como material de construcción. Sin embargo, a las monjas desposeídas de Grace Dieu se les permitió vivir cerca de Portrane. Turvey House estuvo en pie hasta 1987, cuando fue demolido, en circunstancias controvertidas, por orden del Consejo del Condado de Dublín.
A diferencia de su padre y su tío materno Thomas Luttrell, quienes se convirtieron en jueces eminentes, no ejerció en el Irish Bar. Tampoco era miembro de King's Inns, que su padre había ayudado a fundar, aunque participó en la renovación del contrato de arrendamiento de Inns de la Corona en 1567. Es posible que haya tenido alguna formación legal, ya que Thomas Butler, X conde de Ormond, de quien era un socio cercano, nombró a Barnewall en 1556 administrador y receptor de todas las tierras del conde dentro de Pale.

## Política
Se sentó en la Cámara de los Comunes de Irlanda como miembro del condado de Dublín en el parlamento de 1568-1571 y fue sheriff del condado de Dublín en 1560. Desempeñó un papel importante en el segundo parlamento irlandés de Isabel I, especialmente en el año crucial. 1569. Fue el líder efectivo de los terratenientes angloirlandeses de Pale, que se oponían al partido de la Corte, que apoyaba al Lord teniente de Irlanda, Sir Henry Sidney. Sus seguidores intentaron que Barnewall fuera elegido presidente de la Cámara de los Comunes, pero fue derrotado por el candidato a la corona James Stanyhurst. Barnewall asumió el papel de , concentrando su asalto en la composición de la Cámara, que, según él, había estado "llena" de partidarios de la Corona; en particular, objetó la presencia de ciertos miembros ingleses que representaban distritos donde no vivían, y que en muchos casos ni siquiera habían visitado. Presentó un desafío legal a la validez de la composición de la Cámara, pero aunque los jueces fallaron a su favor en dos puntos técnicos, no logró excluir a los miembros ausentes, y Sidney pudo obtener su programa de legislación en el Parlamento sin problemas serios de dificultad.

## Edmundo Campion

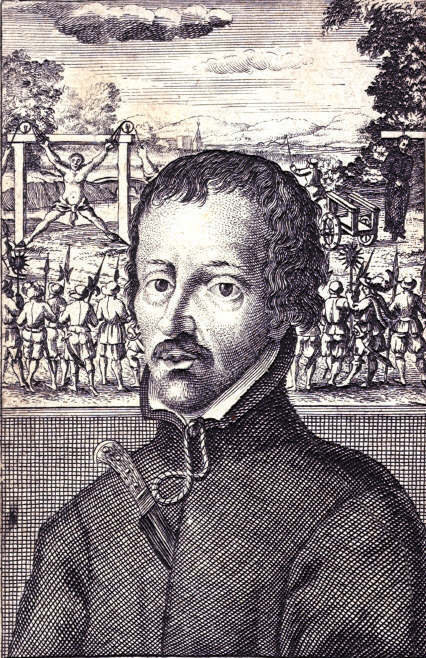
Edmundo Campion

Como miembro del Parlamento, Barnewall estaba obligado en virtud de la Ley de Supremacía (Irlanda) de 1560 a reconocer a Isabel I como cabeza de la Iglesia. Este fue un paso ventajoso ya que su familia se había beneficiado mucho de la supresión de las casas religiosas y, a pesar de sus creencias religiosas privadas, no deseaban perder las tierras monásticas que habían adquirido.
Las simpatías privadas de Christopher estaban indudablemente con la fe católica, que su hijo Patrick más tarde defendería abiertamente. Christopher acordó albergar al futuro mártir Edmund Campion en 1569, a pedido de su futuro yerno Richard Stanyhurst (hijo de James), quien fue alumno de Campion. Campion pasó varias semanas en Turvey House y luego reconoció el papel de Barnewall para salvarle la vida. James Stanyhurst también participó en la protección de Campion, lo que sugiere que, a pesar de su fuerte rivalidad política, él y Barnewall estaban dispuestos a cooperar en ciertos temas.

## Muerte y memoriales

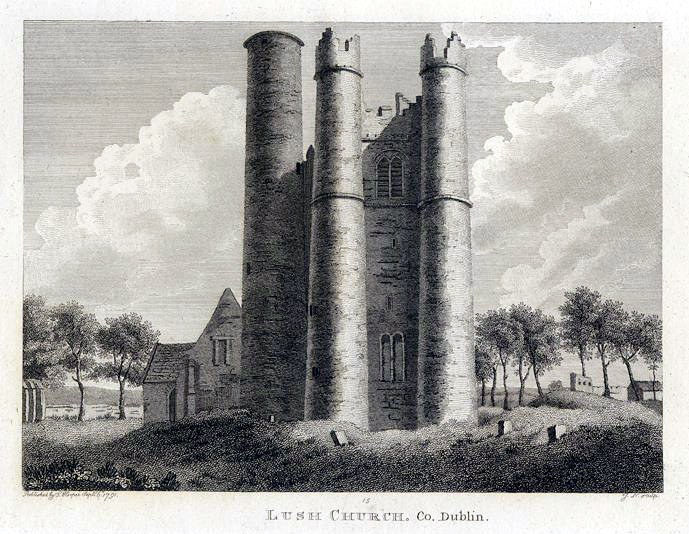
Vista de la iglesia de Lusk en 1791

Barnewall murió en 1575 en Turvey y fue enterrado en la iglesia de Lusk. Su viuda Marion, que se volvió a casar con Sir Lucas Dillon, encargó una impresionante tumba para su "primer y amado marido", fechada en 1589, que aún existe. Aparentemente, su segundo esposo pagó por él, lo que sugiere que compartía la opinión generalmente alta sobre el carácter de Barnewall. Marion murió en junio de 1607 y fue enterrada en la misma tumba que Christopher.
También es conmemorado por la cruz de Sarsfieldstown cerca de Laytown. La inscripción promete una indulgencia perpetua a quienes recen por el alma de Barnewall.

## Personaje
Las Crónicas de Holinshed contienen un tributo notable a Barnewall; el tono cálidamente personal se explica por el hecho de que fue escrito por Richard Stanyhurst, quien conoció a Barnewall toda su vida y se casó con su hija Janet:
la linterna y la luz tanto de su casa como de la parte de Irlanda donde moraba, quien estando suficientemente bien provisto del conocimiento de la lengua latina como del derecho consuetudinario de Inglaterra, estaba celosamente empeñado en la reforma de su país; un caballero profundo y sabio, parco en el habla y por lo tanto conciso, totalmente adicto a la seriedad... muy recto en el trato, midiendo todos sus asuntos con la seguridad de la conciencia, tan fiel como el acero... firme con su amigo, fuerte en una buena pelea, un gran cabeza de familia... de naturaleza apacible, prefiriendo el placer donde podría dañar que el daño donde podría complacer.

## Familia

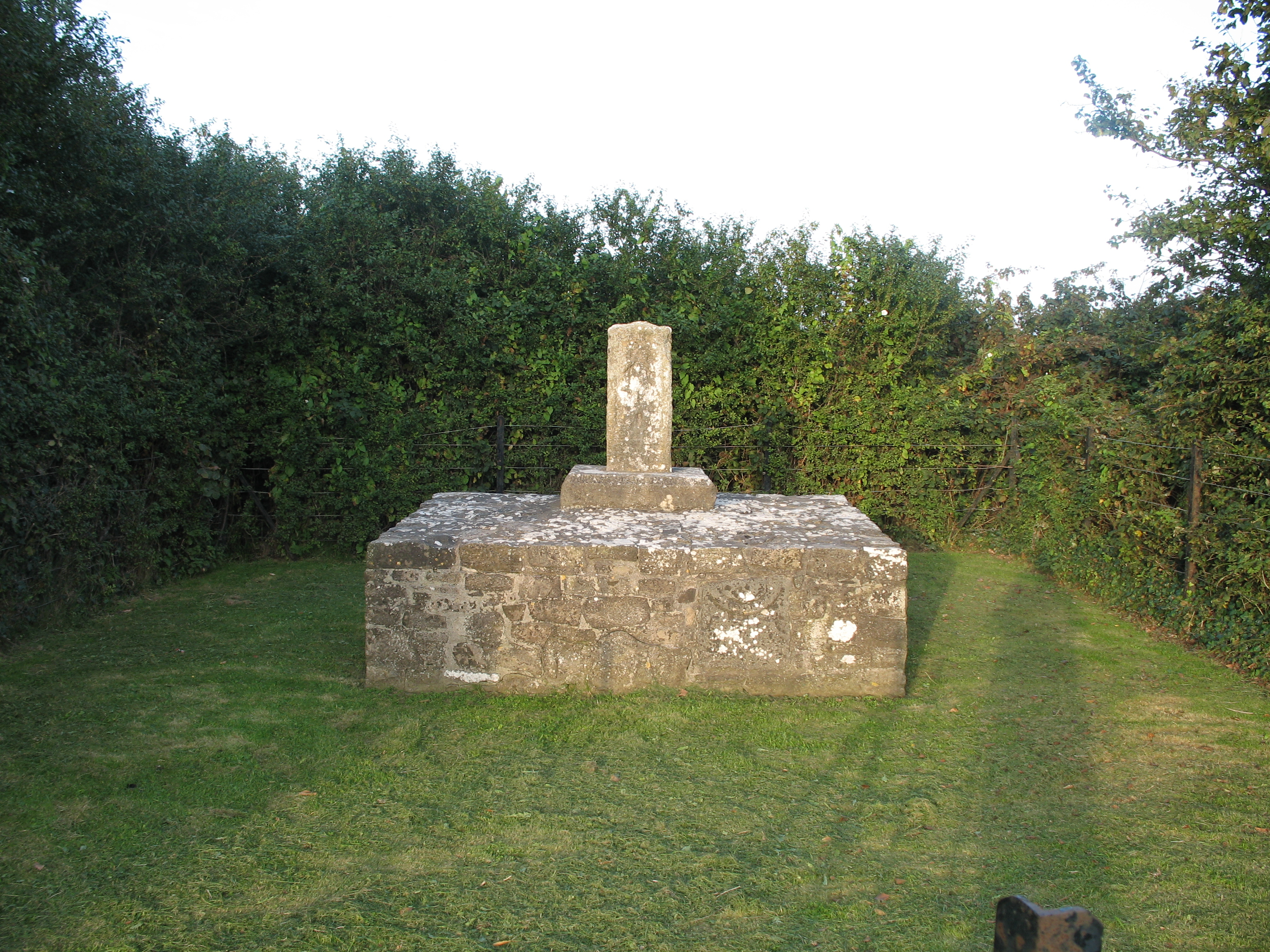
Barnewall Cross en The Gullet, Sarsfieldstown, Condado de Meath

Barnewall se casó con Marion Sherle, hija de Patrick Sherle de Shallon, condado de Meath ; heredó la propiedad de Shallon de su hermano John. Ella y John habían estado bajo la tutela de su suegro después de la muerte de su madre. Tuvieron diecinueve hijos, de los cuales trece llegaron a la edad adulta:
- Patrick (fallecido en 1622), quien heredó las propiedades de su padre y fue el padre del primer vizconde de Barnewall.
- John (fallecido en 1599) de Flemington, que se casó con Cecily Cusack, viuda de Christopher St Lawrence, octavo barón de Howth, con quien tuvo un hijo y heredero, Patrick.
- Catherine, que se casó con Thomas Finglas de Westphailstown.
- Margaret (fallecida en 1576), que se casó con Nicholas St Lawrence, noveno barón de Howth, y tuvo tres hijos, incluido Christopher St Lawrence, décimo barón de Howth.
- Janet (1560-1579), que se casó con el célebre historiador Richard Stanyhurst.
- Alison, que se casó en primer lugar con John Plunkett y en segundo lugar con Sir Edward FitzGerald de Tecroghan, condado de Meath.
- Elizabeth (fallecida en 1607), que se casó con Richard (o John) Finglas de Westphailstown.
- Anne (fallecida en 1639), que se casó con Sir John Draycott de Mornington, condado de Meath, hijo de Henry Draycott , maestro de Rolls en Irlanda, y tuvo seis hijos.
- Mabel (fallecida en 1620), que se casó con Sir Richard Masterson de Ferns, condado de Wexford.
- Ismay, quien se casó con Richard Delahide de Moyglare (nieto de James Delahide, quien fue detenido por traición en 1537 como "principal instigador" de la Rebelión de Silken Thomas), y tuvo descendencia.
- Eleanor (o Helen) (fallecida en 1628), que se casó con James Dillon, primer conde de Roscommon (se dice que el suyo fue un matrimonio por amor).
- Maud, que se casó con Richard Nugent
- Mary, que se casó con Patrick Plunkett, séptimo Barón de Dunsany.[7]

Lady Barnewall se volvió a casar en 1578 con el destacado juez Sir Lucas Dillon, que era el padre (de su primera esposa, Jane Bathe) del marido de Eleanor, James Dillon, primer conde de Roscommon, así como de otros once hijos. Murió en junio de 1607 y fue enterrada junto a su primer marido en Lusk.